# CR新海物語 With アグネス・ラム
『CR新海物語 With アグネス・ラム』（シーアールしんうみものがたりウィズアグネス・ラム、英: New Sea Story With Agnes Lum）は、2010年11月5日に三洋物産から発売されたデジパチタイプのパチンコ。
2011年2月7日には遊パチタイプとライトタイプが発売された。

## 機種一覧
| 名称                                   | 発売          |
| -------------------------------------- | ------------- |
| CR新海物語 With アグネス・ラム MTM     | 2010年11月5日 |
| CR新海物語 With アグネス・ラム MTL     | 2010年11月5日 |
| CRA新海物語 With アグネス・ラム 遊パチ | 2011年2月7日  |
| CR新海物語 With アグネス・ラム ライト  | 2011年2月7日  |
| CR新海物語 With アグネス・ラム MTJ     | 2011年3月14日 |

## 概要
『CR新海物語スペシャル』の後継機。新海物語シリーズとしては6年ぶりの発売となった。型式名は『CR新海物語』
。『CRA大海物語 With アグネス・ラム』に引き続き、2度目のアグネス・ラムとのタイアップ機種である。2010年10月13日に品川プリンスホテルアネックスタワーにて本機の特別先行展示会が開催された。展示会には4代目ミスマリンちゃんが出席し「雨あがりのダウンタウン」のカバーを披露した。
前作と同じく画面上部にカメ役物が設置されている。シリーズ初のチャンス目と役物を連動した演出を搭載しており
、チャンス目が発生するとカメ役物が可動するようになっている。
遊パチタイプ及びライトタイプでは、アグネス・ラムと4代目ミスマリンちゃんが合成によるコラボレーションをしている。アグネス・ラムとミスマリンちゃんが共演しているのは2025年現在この機種のみとなっている。

## 図柄
奇数図柄がSUPER LUCKY、偶数図柄がLUCKYと表示される。ミドルタイプでは、奇数図柄が確変大当たり、偶数図柄が通常大当たり（確変昇格の場合あり）となっている。遊パチタイプとライトタイプでは奇数図柄の方が時短回数が多い。
- 1. タコ
- 2. ハリセンボン
- 3. カメ
- 4. サメ
- 5. エビ
- 6. アンコウ
- 7. シュゴン
- 8. エンゼルフィッシュ
- 9. カニ
- 裏4. サメ

### 大当たり表示とラウンド数
| 型式 | SUPER LUCKY                | LUCKY                  |
| ---- | -------------------------- | ---------------------- |
| MTM  | 15R確変                    | 15R通常                |
| MTL  | 15R確変                    | 15R通常                |
| SAG  | 15R 6R（ST6回+時短44回）   | 6R（ST6回+時短19回）   |
| MSH  | 15R 10R（ST16回+時短59回） | 10R（ST16回+時短34回） |
| MTJ  | 15R確変                    | 15R通常                |

## モード解説
海モード
シンプルなモード。
秘境モード
待機魚群予告をメインに据えたモード。
オーロラモード
ボタン連打によるステップアップをメインに据えたモード。

## 予告演出
予告なし
リーチ成立直後に演出が起こらないこと。ノーマルリーチ発展濃厚となる。
泡予告
リーチ直後に画面下部から泡が発生する演出。スーパーリーチに発展する可能性がある。
大泡予告
リーチ成立直後に画面下部から通常よりも大きな泡が発生する演出。ノーマルリーチ発展濃厚となり、大当たりまたは半コマズレのハズレとなる（半コマズレ停止でも再始動する場合がある）。スーパーリーチに発展した場合は、法則崩れにより大当たり濃厚となる。
魚群予告
リーチ成立直後に画面右側から魚群が通過する演出。期待度が高い演出であり、スーパーリーチ発展濃厚となる。ノーマルリーチに発展した場合は、法則崩れにより大当たり濃厚となる。ミドルタイプの確変中に発生して大当たりした場合は確変大当たり濃厚となる。
どこでも魚群予告
秘境モード専用演出。
変動スタート時やスーパーリーチ中など様々なタイミングで魚群が出現する予告。1回の変動で魚群が複数回出現すれば大当たり濃厚となる。
待機魚群予告
秘境モード専用演出。
画面右側に魚群が待機している演出。数変動の間待機している場合もあるが、流れて来た場合は期待度が上がる。画面左側に待機している場合もあり、その際は激熱となる。
滑り予告
下段図柄が効果音とともに半コマ進みあるいは半コマ戻ってリーチがかかる演出。
連続滑り予告
保留内で2回転続いて滑り予告が発生する演出。2回目の滑り予告が発生した時点でその変動での大当たりが濃厚となる。
ロングスベリ予告
秘境モード及びオーロラモード専用演出。
高速変動からの停止動作時、下段の図柄が滑ってリーチとなる。
ベルーガ予告
秘境モード専用演出。
リーチ成立直後にベルーガが通過する予告。ベルーガが2匹出現した場合やシャチが出現した場合は期待度が高い。
ボタン硬化予告
オーロラモード専用演出。
ボタンが押しにくくなる演出。様々なタイミングで発生する。
いきなりカメ前兆予告
遊パチタイプ及びライトタイプに搭載。
ST開始時に3つのカメ役物が稼働する演出。

## 保留先読み予告
チャンス目前兆予告
チャンス目（同一図柄が非テンパイ形で液晶画面内に3つ停止）が停止する演出。連続するほど期待度が高くなる。3回連続で発生するとリーチ成立濃厚となる。
カメ前兆予告
秘境モード及びオーロラモード専用演出。
保留先読みの連続予告。チャンス目（同一図柄が非テンパイ形で液晶画面内に3つ停止）が停止するたびに液晶画面の上にあるカメ役物が1匹ずつ動き出す。カメ役物3匹全て動くと、大当たりの期待度が高くなる。いきなり3匹動き出すこともある。
また、中段の図柄が1コマ滑ったり戻ったりすることや、中段と下段の図柄が同時に停止することで、チャンス目が成立することもある。
ドキドキ目前兆予告
秘境モード及びオーロラモード専用演出。
保留先読みの連続予告。特定の出目（枠外揃いや中ライン順目・逆順目、19Y字・逆Y字など）が停止すると、液晶画面の上にあるカメ役物の目が光り始め、ドキドキ目となる。このカメ役物の目が光っている間にリーチが成立すると、大当たりの期待度が高くなる。

## チャンスボタン演出
ブレーキアクション
リーチ後から図柄停止までの間にボタンを押すと、変動中の中段図柄が反応しブレーキアクションをする演出。中段図柄の目が大きくなると期待度がやや高くなる。炎目になると期待度がさらに高くなり、ハート目になると奇数図柄での大当たり濃厚となる。
奇数昇格演出
偶数図柄が揃って昇格スクロールが発生する直前にボタンを押すとアグネス・ラム（遊パチタイプとライトタイプはアグネス・ラムと4代目ミスマリンちゃん）がカットインされる演出。

## リーチ演出
ノーマルリーチ
特に何も起こらないリーチ演出。期待度は低い。シングルリーチ及びダブルリーチのどちらからも発展する。通常時に半コマズレ停止をすると再始動が発生する可能性が高くなっている。ST中は期待度が高くなっており、大当たりまたは半コマズレのハズレとなる（半コマズレ停止でも再始動する場合がある）。
珊瑚礁リーチ
シングルリーチから発展し、画面下部から珊瑚礁が出現する演出。期待度は予告により変化する。
黒潮リーチ
シングルリーチから発展し、画面に黒潮が流れる演出。黒潮の中に海ガメやエイがいると期待度が高くなる。
マリンちゃんリーチ
ダブルリーチから発展し、画面上部からマリンが登場する演出。期待度は予告により変化する。
連打チャンス
秘境モード及びオーロラモード専用演出。
チャンス目（同一図柄が非テンパイ形で液晶画面内に3つ停止）が停止すると発生する場合がある。ワリンが登場し強制的にリーチが成立し、ボタンを連打するように促される。
マリワリチャンス
遊パチタイプ及びライトタイプに搭載。ST中専用演出。
STの最終回転でチャンス目（同一図柄が非テンパイ形で液晶画面内に3つ停止）が停止すると発生する。マリンとワリンが登場しボタンを連打するように促される。カメ役物3匹を動かせば大当たりとなる。

## プレミアム演出
泡系プレミアム
泡予告に関するプレミアム演出。数種類存在する。
クジラッキー泡
クジラッキーが入った泡が出現する演出。
レインボー泡
レインボー色の泡が出現する演出。
泡&魚群予告
泡予告が発生した直後に魚群予告が発生する演出。
魚群系プレミアム
魚群予告に関するプレミアム演出。数種類存在する。
赤魚群
赤魚群（実際には赤色と紫色が混ざったような魚群）が出現する演出。後述のサム系プレミアムに発展する。
超魚群
魚群が途切れずに図柄が揃うまで出現し続ける演出。
逆魚群
画面左側から魚群が出現する演出。通常は画面右側から出現する。
スパイラル魚群
魚群がスパイラル状に流れる演出。
ドデカ魚群
巨大な魚の群れが出現する演出。
魚群&クジラッキー
魚群と一緒にクジラッキーが出現する演出。
オカルト魚群
魚群の先頭の紫色の魚が通常より薄い紫色に変化している演出。
サム系プレミアム
各スーパーリーチ中にサムが出現すれば奇数図柄での大当たりが濃厚となる。遊パチタイプとライトタイプは15ラウンド大当たり濃厚となる。
マッスル珊瑚礁リーチ
シングルリーチから発展する。珊瑚礁リーチが発生した際に、サムが画面下部から珊瑚礁を持ち上げて登場する。
ダイビングリーチ
シングルリーチから発展する。黒潮リーチが発生した際に、画面右側からサムが泳いで登場する。
ポージングリーチ
ダブルリーチから発展し、マリンの代わりにサムが画面上部から登場する。
枠外プレミアム
図柄が枠外で揃った場合、効果音の後に図柄が枠内に移動し大当たりとなる演出。必ず発生する訳ではない。
枠上プレミアム
中段図柄と下段図柄が同じ図柄で停止した際、全図柄が上方向に移動して図柄が揃った状態で戻る演出。
枠下プレミアム
中段図柄と上段図柄が同じ図柄で停止した際、全図柄が下方向に移動して図柄が揃った状態で戻る演出。
ボイスプレミアム
変動中やリーチ中にマリン、サム、ワリンいずれかのボイスが流れる演出。
サウンドプレミアム
変動時のBGMが初代『海物語』の仕様になる演出。
クジラプレミアム
リーチ成立時、巨大なクジラが出現する演出。
最長突破当たり
ロングリーチから発展する。機種によって発展する演出が異なる。
ミドルタイプでは、ノーマルリーチ経由の場合はマリンが登場した後にうずしおフラッシュが発生し2ラウンド確変大当たりとなる。スーパーリーチ経由の場合はうずしおフラッシュが発生し2ラウンド確変大当たりとなる。その後は確変（新海チャンス）に突入する。2ラウンド確変大当たりが報知された直後にうずしおフラッシュが発生し、15ラウンド確変大当たり（新海ボーナス）に突入する場合もある。
遊パチタイプ及びライトタイプでは、うずしおフラッシュが発生し奇数図柄での大当たりとなる。
ボタンアイコン変化プレミアム
秘境モード及びオーロラモード専用演出。
スーパーリーチ発展時に表示されるボタンアイコンが通常と異なる物に変化する演出。
アグネス・ラムムービープレミアム
リーチ成立直後にアグネス・ラムのムービーがカットインされる演出。
ビタ止まり
リーチ成立中に中段の図柄が壁にぶつかったかのように停止して大当たりになる演出。
裏サメ停止
1図柄と9図柄のダブルリーチの際に中段の中央に裏4が停止する演出。停止すると再始動が発生し、1図柄か9図柄のどちらかでの大当たりとなる。
逆変動
図柄が左側から右側に変動する演出。通常は右側から左側に変動する。
上下段図柄逆変動
変動開始時、上段図柄と下段図柄が左側から右側に変動する演出。
中段図柄逆変動
リーチ成立時、中段図柄が左側から右側に変動する演出。
オール当たりプレミアム
ノーマルリーチ発展時、中段の図柄が全てリーチ図柄に変化する演出。
全回転リーチ
全図柄が揃った状態で変動する演出。図柄が停止する際は、通常は上段・下段・中段の順番で停止するが、全図柄が揃った状態で停止する。
変動全回転
回転開始時から図柄が3つ揃った状態で変動する演出。7図柄が停止する。
オールキャストリーチ
マリン、ワリン、サムの3人が出現し、全回転が発生する演出。
ブランク図柄クジラッキープレミアム
リーチ成立時、中段のブランク図柄がクジラッキーに変化する演出。
リベンジプレミアム
半コマズレハズレ時、直後に画面に映っている全図柄の表情が変化し、中段の図柄が動いて大当たりになる演出。
空動き告知
変動中にうずしおランプがかすかに動く演出。
背景キャラ通過予告
変動中に潜水艦またはクジラッキーが通過する演出。
子無し図柄リーチ
親子図柄（2図柄、7図柄、8図柄）でリーチが成立した際に、上下段のリーチ図柄が親のみに変化する演出。
突当たり
リーチが成立したが、リーチ成立を知らせるのボイスが流れずそのまま大当たりになる演出。
オール同図柄プレミアム
変動停止時、上段・中段・下段それぞれに同じ図柄が3つずつ停止する演出。合計で9個出現する。
親子図柄変化プレミアム
リーチ成立時、リーチになった上段図柄と下段図柄、中段の全ての図柄が親子図柄（2図柄、7図柄、8図柄）と単体図柄（1図柄、3図柄、4図柄、5図柄、6図柄、9図柄）が入れ替わる演出。
ドデカ図柄
リーチ成立時、中段に巨大化したリーチ図柄が専用の効果音とともに出現する演出。
全図柄同時停止
図柄が揃った状態で全段が同時に停止する演出。
イルカプレミアム
オーロラモード専用演出。
『CR大海物語』のアトランティスステージに登場するイルカが、リーチ成立時に出現する演出。

## 大当たりラウンド演出

### 大当たりラウンド中
うずしおフラッシュチャンス
通常大当たりのラウンド中に発生する昇格演出。大当たりラウンド中にうずしおフラッシュが発生してアグネス・ラムがカットインされると確変大当たりに昇格する。
遊パチタイプ及びライトタイプでは、発生すると15ラウンド大当たりに昇格する。

### 大当たりラウンド終了後
エンディングチャンス
ミドルタイプに搭載。
通常大当たり時のエンディング画面で確変が告知される演出。
「いつものラウンド」の場合は、エンディング画面で「もう1回」の文字とともにサムが登場して告知される。
その他の楽曲を選択した場合は、エンディング画面で「もう1回」の文字とともにアグネス・ラムのカットインが発生して告知される。
金魚群
大当たりラウンド終了後のエンディング画面で金魚群が出現する演出。保留内で奇数図柄揃いの大当たりが濃厚となる。
アグネスチャンス
大当たりラウンド中にアグネス・ラムのサインが出現する演出。保留内で奇数図柄揃いの大当たりが濃厚となる。

## その他演出
再始動
リーチが外れた際に、中段図柄が再び動き出して大当たりになる演出。ダブルリーチで発生した場合は奇数図柄での大当たりとなる。
昇格スクロール
偶数図柄が揃った直後に図柄が高速に動き出して奇数図柄に昇格する演出。
マリンちゃん2段階
マリンちゃんリーチで偶数図柄が揃った直後、マリンが掛け声とともに中段図柄をビンタして再始動が起き、もう片方のリーチ図柄である奇数図柄揃いの大当たりになる演出。
バウンドストップ
ミドルタイプに搭載。時短中専用演出。
チャンス目（同一図柄が非テンパイ形で液晶画面内に3つ停止）が停止した際にチャンス目前兆予告が発生せずに、図柄がバウンドして停止する演出。この演出が発生すると、時短から確変（新海チャンス）に移行する。
ロングリーチ
ノーマルリーチやスーパーリーチが止まらず長く変動し続ける演出。最長突破当たりに発展する。
法則崩れ
さまざまな予告で発生する。予告なしからスーパーリーチに発展する、魚群予告からノーマルリーチに発展する、大泡予告からスーパーリーチに発展するなどがあり、発生すると大当たり濃厚となる。

## 待機画面演出
魚群チェック
その日の魚群が出現した変動において、魚群が出現した全変動回数に対する大当たりが占めた割合が、「その日の魚群の調子」として5段階で評価される。大当たりが占めた割合が多いほど調子がいいとみなされる。
パネルゲーム
9分割されたパネルが全てめくれると、プレミアム画像やQRコードを手に入れることができる。
大当り履歴
過去の大当たり時の液晶図柄、モード、回転数、演出の履歴を見ることができる。
魚群占い
泡や魚群による占いを遊ぶことができる。ただし、占いの結果は実戦結果を予告するものではない。

## うずしおフラッシュ
盤面上部にある役物。主に一発告知としての機能を果たすが、大当たりラウンド中の演出にも使われている。ショートは図柄揃いの大当たり、ロングは奇数図柄揃いの大当たりとなる。

## 水着&一発告知音チェンジ
マリンが着用している水着のデザインと一発告知音が選べる演出。大当たり時の最終ラウンドにて選択画面が表示される。待機画面でボタンを長押しすることでも表示される。
| 項目／選択肢 | 新海物語           | 大海物語                           | スーパー海物語     | スーパー海物語 IN 地中海             | スーパー海物語 IN 沖縄2 |
| ------------ | ------------------ | ---------------------------------- | ------------------ | ------------------------------------ | ----------------------- |
| 水着         | オレンジ色のビキニ | 赤いハイビスカスの模様入りのビキニ | 虹色のビキニ       | パレオのついたパールホワイトのビキニ | 紫系の色のビキニ        |
| 一発告知音   | うずしおフラッシュ | パールフラッシュ                   | うずしおフラッシュ | サンフラッシュ                       | ハイビスカスフラッシュ  |
| 出現条件     | 最初から選択可能   | 最初から選択可能                   | 2連荘達成          | 3連荘達成                            | 4連荘達成               |

## 大当たり・確変・時短

### ミドルタイプ
確変ループ機となっており、大当たりラウンド終了後は基本的に奇数図柄大当たりだと確変に突入し、偶数図柄大当たりだと100回の時短に突入する。ただし、偶数図柄で当たってもラウンド中にSUPER LUCKYに昇格する場合がある。2ラウンド確変大当たりも搭載されており、3・4・1図柄停止で突入する。2ラウンド確変大当たり終了後は確変（新海チャンス）に突入する。また、時短中でも内部確変になっていることもあり、その場合は時短終了前までに図柄のバウンドストップが発生し確変（新海チャンス）に突入する。

### 遊パチタイプ・ライトタイプ
ST機となっており、大当たり終了後は必ずST（遊パチタイプは6回、ライトタイプは16回）と時短に突入する。時短の回数は図柄によって異なる。

## プレミアムラウンド

### ミドルタイプ
- 1回目：いつものラウンド
- 5連荘達成：マリン&ワリンが歌う「Rainbow Revolution」、マリンが歌う「雨あがりのダウンタウン 〜オリジナルバージョン〜」
- 10連荘達成：マリンが歌う「さよならは言わない 〜オリジナルバージョン〜」
- 15連荘達成：「大当たりラウンドRemix」

### 遊パチタイプ・ライトタイプ
- 1回目：いつものラウンド
- 3連荘達成：マリンが歌う「雨あがりのダウンタウン 〜オリジナルバージョン〜」
- 5連荘達成：「大当たりラウンドRemix」
- 10連荘達成：4代目ミスマリンちゃんが歌う「Sweet Miss Marine」
- 15ラウンド大当たり突入：4代目ミスマリンちゃんが歌う「Sweet Miss Marine」
- 大当たりオープニング時ボタンを10回押す：マリン&ワリンが歌う「Rainbow Revolution」

## スペック
| 型式                         | 型式                         | MTM                                  | MTL                                  | SAG                                                                           | MSH                                                                                 | MTJ                                  |
| ---------------------------- | ---------------------------- | ------------------------------------ | ------------------------------------ | ----------------------------------------------------------------------------- | ----------------------------------------------------------------------------------- | ------------------------------------ |
| 特賞種別                     | 特賞種別                     | デジパチ                             | デジパチ                             | デジパチ                                                                      | デジパチ                                                                            | デジパチ                             |
| 大当たり確率                 | 通常時                       | 1/349.7                              | 1/299.5                              | 1/99.5                                                                        | 1/198.5                                                                             | 1/369.5                              |
| 大当たり確率                 | 高確率時                     | 1/34.97                              | 1/29.95                              | 1/9.95                                                                        | 1/19.85                                                                             | 1/36.95                              |
| タイプ                       | タイプ                       | ミドル                               | ミドル                               | 遊パチ                                                                        | ライトミドル                                                                        | ミドル                               |
| 賞球数                       | 賞球数                       | 3 & 3 & 10 & 13                      | 4 & 1 & 10 & 13                      | 3 & 3 & 10 & 12                                                               | 4 & 3 & 10 & 13                                                                     | 3 & 3 & 10 & 13                      |
| ラウンド・カウント数         | ラウンド・カウント数         | 15R or 2R・8C                        | 15R or 2R・8C                        | 15R or 6R・8C                                                                 | 15R or 10R・7C                                                                      | 15R or 2R・8C                        |
| 大当たりシステム             | 大当たりシステム             | 確変ループ                           | 確変ループ                           | ST                                                                            | ST                                                                                  | 確変ループ                           |
| 確変突入率                   | 確変突入率                   | 68/100（68%）                        | 56/100（56%）                        | 100/100（100%、ST6回）                                                        | 100/100（100%、ST16回）                                                             | 70/100（70%）                        |
| 大当たりの内訳（始動口共通） | 大当たりの内訳（始動口共通） | 15R確変：60% 2R確変：8% 15R通常：32% | 15R確変：48% 2R確変：8% 15R通常：44% | 15R（ST6回+時短94回）：4% 6R（ST6回+時短44回）：63% 6R（ST6回+時短19回）：33% | 15R（ST16回+時短84回）：20% 10R（ST16回+時短59回）：40% 10R（ST16回+時短34回）：40% | 15R確変：62% 2R確変：8% 15R通常：30% |
| 大当たり出玉                 | 大当たり出玉                 | 1560個                               | 1560個                               | 15R：1220個 6R：490個                                                         | 15R：1360個 10R：910個                                                              | 1560個                               |
| リミット                     | リミット                     | なし                                 | なし                                 | なし                                                                          | なし                                                                                | なし                                 |
| 電サポ                       | 確変                         | 確変大当たり終了後次回まで           | 確変大当たり終了後次回まで           | 大当たり終了後ST6回                                                           | 大当たり終了後ST16回                                                                | 確変大当たり終了後次回まで           |
| 電サポ                       | 時短                         | 通常大当たり終了後100回              | 通常大当たり終了後100回              | ST終了後94回・44回・19回                                                      | ST終了後84回・59回・34回                                                            | 通常大当たり終了後100回              |
| 保留の数                     | 保留の数                     | 4個                                  | 4個                                  | 4個                                                                           | 4個                                                                                 | 4個                                  |
| 保留の優先消化               | 保留の優先消化               | なし（入賞順に消化）                 | なし（入賞順に消化）                 | なし（入賞順に消化）                                                          | なし（入賞順に消化）                                                                | なし（入賞順に消化）                 |

## コンシューマ移植
- パチパラシリーズ
  - 『パチパラ17 〜新海物語 With アグネス・ラム〜』（2011年2月24日より発売・配信）に『MTM』と『MTL』が収録。
  - 『パチパラ17 〜新海物語 With アグネス・ラム〜』の有料追加コンテンツとして『MSH』と『SAG』と『MTJ』を収録。

## ミニアルバム
「Sweet Miss Marine」は2025年現在も未発表となっている。